# Hilyotrogus changbaishanensis
Hilyotrogus changbaishanensis är en skalbaggsart som beskrevs av Li 1992. Hilyotrogus changbaishanensis ingår i släktet Hilyotrogus och familjen Melolonthidae. Inga underarter finns listade i Catalogue of Life.